# La Chapelle-d'Alagnon
La Chapelle-d'Alagnon è un comune francese di 246 abitanti situato nel dipartimento del Cantal nella regione dell'Alvernia-Rodano-Alpi.

## Società

### Evoluzione demografica
Abitanti censiti